# Semele brambleyae
Semele brambleyae is een tweekleppigensoort uit de familie van de Semelidae. De wetenschappelijke naam van de soort is voor het eerst geldig gepubliceerd in 1967 door Powell.